# Pip il Troll
Pip il Troll (Pip the Troll) è un personaggio fittizio che compare nei fumetti della Marvel Comics, principalmente nelle storie di ambientazione cosmica e come comprimario di Adam Warlock.

## Storia editoriale
Pip il Troll venne introdotto da Jim Starlin in Strange Tales (vol. 2) n. 179 (febbraio 1975) come spalla comica per il protagonista della storia, Adam Warlock. Il personaggio ricomparve in Strange Tales (vol. 2) nn. 180-181 (marzo-aprile 1975) e Warlock (vol 1) nn. 9-12 (ottobre 1975-gennaio 1976), prima della sua morte, avvenuta in Avengers Annual n. 7 (maggio 1977).
Starlin lo riportò in vita anni più tardi su Silver Surfer (vol 3) n. 46 (dicembre 1990). Pip ha svolto un ruolo nel crossover del 1991 Infinity Gauntlet prima di unirsi al cast della serie Warlock e i Guardiani dell'Infinito. È rimasto tra i personaggi della serie dal numero 2 della collana fino alla sua cancellazione, avvenuta nel 1995 con il numero 42.
Dopo una breve apparizione in Cosmic Powers Unlimited n. 4 (1996), il personaggio non è stato più visto fino al 2002 quando Starlin lo utilizzò in Infinity Abyss nn. 1-6. Pip è ritornato in Marvel: The End nn. 5-6 (2003) e Thanos nn. 3-4 (2004), She-Hulk nn. 12-13 (2005) e X-Factor nn. 207-213 (2010-2011).

## Biografia
Pip un tempo era il principe Gofern del pianeta Laxidazia, nel sistema Dolenz nella Via Lattea. La sua era in origine una razza che amava dipingere immagini del cielo notturno. Pip è mutato fisicamente e psicologicamente in una forma definita in seguito ad una sbronza provocata da una birra mutagenica. Come tutti i troll Laxidaziani, Pip ha quattro dita (compreso il pollice opponibile) su ogni mano, i piedi pelosi e grandi orecchie a punta (a quanto pare i normali Laxidaziani sono quasi identici agli esseri umani della Terra). Dopo la sua trasformazione, il suo popolo, stufo del suo comportamento indecente, lascivo ed edonista, lo priva del suo titolo. Pip scompare a bordo di una nave spaziale e continua la sua vita di dissolutezza.

## Poteri ed abilità
Grazie alla Gemma dello Spazio, Pip potrebbe teoricamente accedere a poteri praticamente illimitati, ma ha scelto di usarlo solo per il trasporto e il teletrasporto. La gemma gli ha dato la capacità di teletrasportarsi in ogni luogo che conosce e lui lo ha spesso utilizzato per i propri fini, rubando la Fantasticar e altri oggetti. In battaglia, egli tende a comparire direttamente sopra la testa del suo avversario per stordirlo con un colpo. Da allora ha perso la Gemma dello Spazio, ma l'esposizione a lungo termine ad essa gli ha dato la capacità innata di teletrasportarsi.

## Altri media
- Pip il Troll compare nella serie animata di Silver Surfer doppiato da Robert Bockstael. Pip accompagna Silver Surfer nella sua ricerca per trovare il suo pianeta natale Zenn-La. In questa versione appartiene ad una razza di troll creati dai Kree per essere utilizzati come schiavi.
- Pip il Troll ha inoltre debuttato nel 2021 all'interno del Marvel Cinematic Universe con un'apparizione cameo durante i titoli di coda del film Eternals, dove compare come assistente di Starfox, principe di Titano e fratellastro di Thanos. Il personaggio è doppiato in originale da Patton Oswalt.

| Controllo di autorità | Europeana agent/base/150010 |